# 一光 (福井市)
一光（いかり）は、福井県福井市の地域。光ブロック(南西部)に属する。上一光町・下一光町・五太子町からなる。1954年（昭和29年）8月1日福井市に編入された丹生郡西安居村の西部にあたる。丹生山地山間部に位置する。東の安居からは一光坂を通り福井県道3号福井大森河野線が通じている。

## 町名
- 上一光町（地図 - Google マップ） - 国見岳が位置する。眞浄寺（日蓮宗）、白山神社がある。
- 下一光町（地図 - Google マップ） - 安居小中学校から1957年（昭和32年）に分離した一光（いかり）小中学校があったが1992年（平成4年）以来休校[2]。一光保育園は1988年（昭和63年）に廃園[2]。金比羅山があり、頂上に神社がある。
- 五太子町（地図 - Google マップ） - 五太子・下一光・上一光を福井県道183号上一光大丹生線が通る。五太子の滝がある。